# تندر (گروه موسیقی)
گروه موسیقی تُندَر، یک گروه موسیقی راک ایرانی است که در سال ۱۳۷۷ توسط اردوان انزابی پور (از اعضای قبلی گروه کهت میان) تشکیل شد و تاکنون موفق به انتشار چند آلبوم در سبک‌های راک، کانتری-راک و هارد راک و ۳۰ اجرای زنده در ایران و چند کشور از جمله ترکیه، قبرس و امارات شده‌است.

اشعار آهنگ‌های این گروه عمدتاً به زبان انگلیسی و تعدادی آهنگ نیز با شعر فارسی منتشر شده‌اند. سبک این گروه در ابتدا سبک تلفیقی کانتری-راک و تمام به زبان انگلیسی بود که بعدها به راک و هارد راک به همراه اضافه شدن شعر با زبان فارسی تغییر پیدا کرد.

#### اعضای گروه

##### اعضای فعلی گروه
اردوان انزابی پور (ترانه‌سرا، آهنگساز، خواننده و نوازنده گیتار الکتریک و آکوستیک)
بیتا صادقی (نوازنده گیتار الکتریک و آکوستیک)
محمد برزیده (نوازنده گیتار الکتریک، کیبرد، هارمونیکا، ماندولین و پرکاشن)
کاوه وزیری: (همخوان و نوازنده گیتار بیس)
آیدین انزابی پور (نوازنده درامز و مهندس ضبط)

##### اعضای قبلی گروه
صنم پاشا (همخوان)
امین دشتی نژاد (نوازنده گیتار بیس)
گلبهار سرانجام پور (ویولن)

#### کنسرت‌ها در ایران
علی‌رغم محدودیت‌های شدید در مورد برگزاری کنسرت راک در ایران، این گروه تاکنون موفق به اخذ مجوز از وزارت ارشاد برای چند اجرا در تهران و رشت شده‌است. گروه تندر در این کنسرت‌ها، اقدام به بازنوازی (کاور) آهنگ‌های راک معروف غربی و اجرای آثار اوریجینال خود کرده‌است.
رشت (۱۳۷۸) به صورت بی کلام در سبک راک
تهران (۱۳۹۱ - انجمن ناشنوایان تهران) - با کلام انگلیسی و سبک کانتری - راک
تهران (۱۳۹۲ - ایوان شمس) با کلام انگلیسی در سبک کانتری - راک
تهران (۱۳۹۳ - اریکه ایرانیان) با کلام انگلیسی در سبک کانتری - راک
تهران (۱۳۹۵ - برج آزادی) بی کلام در سبک راک
تهران (۱۳۹۵) - تئاتر مستقل تهران
تهران (۱۳۹۶ - برج آزادی) با کلام انگلیسی و فارسی در سبک راک
تهران (۱۳۹۶ - پردیس چهارسو) با کلام انگلیسی و فارسی در سبک راک
رشت (۱۳۹۶ - آمفی تئاتر نامجو) با کلام انگلیسی و فارسی در سبک راک
تهران (۱۳۹۷ - ایوان شمس) با کلام انگلیسی و فارسی در سبک راک

##### جشنواره موسیقی فجر (۱۳۹۴)
علی‌رغم دعوت از گروه تندر برای اجرا در سی و یکمین دوره جشنواره موسیقی فجر (۱۳۹۴)، در شب اجرا، این برنامه لغو گردید.

#### آلبوم‌ها
اولین آلبوم (بی کلام) این گروه در سال ۱۳۸۰ موفق به دریافت مجوز شد، ولی به دلیل فقدان شرکت تهیه‌کننده، منتشر نشد
- Rockin' Man - 2014 (به زبان انگلیسی)
- One Again - 2016 (به زبان انگلیسی)
- منهای صفر مطلق - ۱۳۹۶